# Joyrex J5 EP
Joyrex J5 EP - EP британского электронного музыканта Ричарда Дэвида Джеймса, выпущенный под псевдонимом Caustic Window в июле 1992 года на лейбле Rephlex Records. Все треки,кроме безымянного трека,  были вскоре переизданы на сборнике Compilation

## Критический приём
Сайт IndastrialReview оценил альбом на 2 из 5 звёзд, сказав,что: "Под псевдонимом Caustic Window Ричард предпочитал выпускать уж очень чрезмерно подвижную музыку, отмеченную печатью техно-ритмов, однако в данном случае мы имеем приятное исключение. Превосходный монотонный быстрый номер "Astroblaster" (не один раз в моей машине гайки плясали именно под него) сменяется мечтательной композицией "Jedi". Впрочем, на этом всё хорошее заканчивается двумя заурядными номерами, последний из которых не спасает даже глуповатый сэмпл дудочки (или чего-то похожего)"
Сайт Rate Your Music оценил альбом на 3,14 из 5 звёзд
Сайт Album of the Year оценил альбом на 46 из 100 баллов 

## Трек лист
Все песни в альбоме без названия. Свои имена, кроме безымянного трека, получили с переиздания в сборнике Compilation
| №                   | Название             | Длительность |
| ------------------- | -------------------- | ------------ |
| 1.                  | «Astroblaster»       | 5:27         |
| 2.                  | «On The Romance Tip» | 5:04         |
| Общая длительность: | Общая длительность:  | 10:31        |

| №                   | Название            | Длительность |
| ------------------- | ------------------- | ------------ |
| 3.                  | «Joyrex J5»         | 6:54         |
| 4.                  | «без имени»         | 3:42         |
| Общая длительность: | Общая длительность: | 21:06        |